# Pseudelasma curticornis
Pseudelasma curticornis är en skalbaggsart som beskrevs av Stefan von Breuning 1968. Pseudelasma curticornis ingår i släktet Pseudelasma och familjen långhorningar. Inga underarter finns listade i Catalogue of Life.